# Písek (Frýdek-místeki járás)
Písek település Csehországban, a Frýdek-místeki járásban. Písek Písečná, Bukovec, Návsí, Jablunkov, Mosty u Jablunkova és Wisła településekkel határos. Lakosainak száma 1894 fő (2024. január 1.).

## Népesség
A település lakosságának változását az alábbi diagram mutatja:
| Lakosok száma | 855  | 989  | 1083 | 1309 | 1608 | 1783 | 1849 | 1857 | 1877 | 1894 |
|               | 1869 | 1890 | 1921 | 1950 | 1980 | 2001 | 2017 | 2019 | 2022 | 2024 |